# 波羅霍瓦
48°57′47″N 25°15′37″E / 48.96306°N 25.26028°E
波羅霍瓦（羅馬化：Porokhova）是位於烏克蘭西部特諾皮爾州裏喬爾特基夫區的村莊，處於巴里什河畔，距離祖布雷茨、姆林基和斯廷卡1.5公里，始建於1770年，面積3.61平方公里，2001年人口1,167。